# Heinrich Müller (Politiker, 1880)
Heinrich Müller (geboren 20. August 1880 in Aussig, Böhmen, Österreich-Ungarn; gestorben 18. August 1943 in Guildford, England) war ein tschechoslowakischer Politiker.

## Leben
Heinrich Müller war Porzellanarbeiter. Er engagierte sich in der Sozialdemokratie und in der Arbeiterturnbewegung, in der er bis zu seiner Flucht 1938 Vorsitzender des Sudetendeutschen Arbeiter-Turn- und Sportverbands (ATUS) war.
Müller war Soldat im Ersten Weltkrieg. Er wurde 1919 Mitglied der Deutschen sozialdemokratischen Arbeiterpartei (DSAP) und wurde Stadtverordneter in Aussig. Er wurde 1929 Abgeordneter im Tschechoslowakischen Abgeordnetenhaus und wurde 1935 in die Senatorenkammer gewählt. Nach dem Münchener Abkommen wurde 1938 das Sudetenland dem nationalsozialistischen Deutschen Reich zugeschlagen, und Müller verlor das Senatorenmandat. Er floh nach Prag und im Oktober des Jahres nach Großbritannien. Dort wurde er Mitglied im Landesvorstand der Emigrantenorganisation „Treuegemeinschaft sudetendeutscher Sozialdemokraten“.